# Тяньшуйхай
Тяньшуйхай (кит. 甜水海) — военная станция обслуживания НОАК в спорном районе Аксайчин географической области Кашмир. Фактически находится под управлением Китая, включающего его в иерархию уезда Хотан, префектура Хотан, СУАР. На него также претендует Индия как на часть Ладакха.

## Топонимия
Имя «Тяньшуйхай» (роман. Tianshuihai или Tien Shui Hai) в переводе с китайского означает «море пресной [сладкой] воды», и, предположительно, оно происходит из легенды местного армейского фольклора про умирающего солдата, чьи последние слова перед кончиной были о том, что он хотел бы выпить пресной воды.

## Военная станция
Армейская станция обслуживания (的一处兵站) расположена на высоте 4850 метров. Из-за таких высотных условий, в этом отдалённом районе обитает немного жителей. Начиная с 1990-х годов, были многочисленные попытки посторонних создать рестораны или иные предприятия в этом районе, но до сих пор они не увенчались успехом.
Хотя законодательством КНР не разрешается размещение посторонних на военных объектах, учитывая суровые условия, местные армейские службы, когда на станции не размещены военнослужащие, предлагают питание и размещение гражданским лицам, правда, по сравнительно высокой цене.

## Коммуникации
Китайское национальное шоссе 219, известное как шоссе Синьцзян-Тибет, проходит поблизости, соединяя Тяньшуйхай с Лхасой и округом Каргалык. Аванпост находится в 575 километрах от начальной точки автомагистрали в уезде Каргалык
Станция была построена в 1959 году. Во время китайско-индийской войны в 1962 году район Тяньшуйхая служил главной коммуникационной артерией на трёх фронтах китайского наступления.

## Озеро
Рядом находится одноимённое озеро Тяньшуйхай. Его глубина составляет 56,32 метра. Иронично, что это озеро, как и все озёра в округе, солёное. В геологическом отношении этот район является частью террейна, сформировавшегося в раннем мезозое.